# 波音 Model 360
Model 360是波音為測試新型直升機技術而開發的實驗型中型串聯旋翼直升機。該機運用的許多技術被運用到其他項目中，包括RAH-66科曼奇和V-22魚鷹。目前唯一的原型機展示於賓夕法尼亞州西切斯特的美國直升機博物館。

## 發展
作為技術演示機，Model 360擁有許多新穎的新設計，並使用了大量複合材料。
Model 360與CH-46和CH-47不同，它在結構和動態部件中採用了大量複合材料，即由玻璃纖維和碳纖維強化聚合物組成的旋翼以及石墨烯組成的機身框架和縱梁。飛機的外殼使用了Nomex，表面採用克維拉，並且邊緣經過石墨烯強化。與其他軍用機型不同的是，Model 360採用內置起落架起落架，並且將燃料存放在機艙下層的三個防撞油箱，而非外部舷艙。
Model 360採用玻璃駕駛艙，配備六個多功能顯示器。

## 外部連結
- Boeing 360 on Janes Aircraft （页面存档备份，存于）
- Ground Shake Test of the Boeing Model 360 Helicopter Airframe （页面存档备份，存于）, NASA, March 1989, Retrieved Dec 12, 2008
- N360BV Prototype on Airliners.net